# Ермісту
Е́рмісту (ест. Ermistu küla) — село в Естонії, у волості Тистамаа повіту Пярнумаа.

## Населення
Чисельність населення на 31 грудня 2011 року становила 53 особи.

## Географія
Село розташоване на березі озера Ермісту (Ermistu järv).
Через село проходить автошлях 131 (Каллі — Тистамаа — Вяраті). Від села починається дорога 108 (Кіглепа — Лепаспеа).